# Anticiclogenesi
L’anticiclogenesi è lo sviluppo o il rafforzamento della circolazione anticiclonica nell'atmosfera. È l'opposto dell'anticiclolisi, mentre il suo equivalente ciclonico è la ciclogenesi.

## Processo
Gli anticicloni, o centri di alta pressione atmosferica, sono legati al movimento discendente dell'aria proveniente dalla troposfera, cioè la regione dell'atmosfera terrestre dove si manifestano i fenomeni del tempo meteorologico. Su scala sinottica, le vie preferenziali di flusso nei livelli più alti della troposfera si trovano sotto al margine occidentale della saccatura.
Nelle mappe meteorologiche, queste aree mostrano venti convergenti, fenomeno noto come confluenza atmosferica, oppure linee di convergenza in altura al di sopra o in corrispondenza del livello di non divergenza, che si trova a circa 500 hPa di pressione superficiale, cioè circa a metà della troposfera.
Nelle mappe meteorologiche, i centri di alta pressione (anticicloni) sono associati alla lettera H, o in italiano con la lettera A, collocata al centro dell'isobara con il valore di pressione più elevato. Sulle mappe di pressione costante in quota, il posizionamento è all'interno del contorno delle linee di livello più elevate.